# Meta Hrovat
Meta Hrovat, född 2 mars 1998 i Kranjska Gora, är en slovensk utförsåkare som representerar KRG-ASK Kranjska Gora.
Hon tävlar i teknikgrenarna och tillhör det slovenska A-landslaget.
Hennes främsta internationella meriter är seger i slalom Ungdoms-OS 2016 och en andraplacering alpin kombination i Junior-VM 2017.
Hon debuterade i världscupen i österrikiska Lienz december 2015.
Den 24 oktober 2022 meddelade hon att hon avslutar karriären.

## Resultat

### Europacupen
| DH – Störtlopp, SL – Slalom, GS – Storslalom, SG – Super-G, AC – Alpin kombination, CE – City Event/Parallelslalom, PG – Parallelstorslalom | DH – Störtlopp, SL – Slalom, GS – Storslalom, SG – Super-G, AC – Alpin kombination, CE – City Event/Parallelslalom, PG – Parallelstorslalom | DH – Störtlopp, SL – Slalom, GS – Storslalom, SG – Super-G, AC – Alpin kombination, CE – City Event/Parallelslalom, PG – Parallelstorslalom | DH – Störtlopp, SL – Slalom, GS – Storslalom, SG – Super-G, AC – Alpin kombination, CE – City Event/Parallelslalom, PG – Parallelstorslalom | DH – Störtlopp, SL – Slalom, GS – Storslalom, SG – Super-G, AC – Alpin kombination, CE – City Event/Parallelslalom, PG – Parallelstorslalom | DH – Störtlopp, SL – Slalom, GS – Storslalom, SG – Super-G, AC – Alpin kombination, CE – City Event/Parallelslalom, PG – Parallelstorslalom |
| Säsong | Datum | Plats | Disciplin | Placering | Detaljer |
| --- | --- | --- | --- | --- | --- |
| 2017 | 17 december 2016 | Kronplatz | P | Tvåa | Resultat |
| 2017 | 16 januari 2017 | Zinal | GS | Tvåa | Resultat |
| 2017 | 3 februari 2017 | Chatel | GS | Trea | Resultat |
| 2018 | 4 december 2017 | Hafjell | GS | Etta | Resultat |
| 2018 | 8 december 2017 | Kvitfjell | AC | Tvåa | Resultat |
| 2018 | 14 december 2017 | Andalo | GS | Etta | Resultat |